# Vecna (Stranger Things)
Vecna, narozený jako Henry Creel a odhalený jako Jednička, je fiktivní postava z amerického seriálu Stranger Things vyrobeného společností Netflix. Postavu ztvárňuje Jamie Campbell Bower a poprvé se objevil ve čtvrté řadě jako bytost z obráceného světa, která své oběti pronásleduje děsivými vizemi jejich traumat z minulosti a zabíjí je velmi brutálním způsobem. V průběhu čtvrté řady se nakonec ukáže, že je vládcem obráceného světa a také strůjcem všech událostí, které postihly město Hawkins, počínaje zmizením Willa Byerse.
Předtím, než se stal Vecnou, byl známý pod svým skutečným jménem Henry Creel. Jeho rodiči jsou Victor a Virginia Creelovi a má starší sestru jménem Alice. Poté, co se Henry přestěhoval se svou rodinou do Hawkinsu, zjistil, že má telepatické schopnosti a použil je k zabití své matky a sestry, což způsobilo, že upadl do kómatu. Dr. Brenner vzal Henryho do laboratoře, kde na něm začal provádět experimenty a více dětí tak získalo stejné telepatické schopnosti. V průběhu let se stal dozorcem ostatních dětí, kde se spřátelil s Jedenáctkou. Poté, co Jedenáctce ukázal svou pravou povahu misantropického a nihilistického sociopata, se jí podařilo Vecnu přemoci a poslala ho do obráceného světa, kde byl postupně znetvořen abnormálními blesky a toxickou atmosférou, což způsobilo jeho přeměnu v bytost známou jako Vecna. Jako Vecna nakonec použil své síly, aby ovládl monstra a stal se vládcem obráceného světa a sloužil jako hlava všech entit v dimenzi. Od té doby je zodpovědný za události a akce Mozkožrouta a dalších bytostí z obráceného světa, které se udály v předchozích řadách, přičemž nakonec vyšla najevo jeho role ve spojení Willa Byerse s obráceným světem.
Od svého prvního výskytu v seriálu byla postava dobře přijata jak kritiky, tak i publikem, kteří vyzdvihovali Bowerův výkon, make-upu postavy a odhalení příběhu postavy v sedmé a deváté epizodě. Za svůj výkon získal Bower nominaci za nejlepšího padoucha v seriálu na Critics' Choice Super Awards.

## Koncept a vývoj
Postava Vecny je volně založena na stejnojmenné postavě ze hry Dungeons & Dragons, podobně jako ostatní záporné postavy seriálu včetně Demogorgona a Mozkožrouta. Bower byl obsazen dne 20. listopadu 2020 pod původním jménem „Peter Ballard“; přátelský sanitář v psychiatrické léčebně. V rozhovoru pro týdeník Entertainment Weekly v roce 2022 o své roli Bower řekl: „Nemám tušení, kde se vzalo jméno Peter Ballard. Mohu se jen omluvit fanouškům seriálu za to, že jsem byl součástí tak zavádějícího elementu. Pamatuji si, že jsem to viděl a řekl jsem si: 'Dobře, lidi. Na zdraví! Bude to těžké, když se mě někdo zeptá, ale já prostě půjdu s partou.“
Bratři Dufferovi potvrdili, že plánovali představit Vecnu již od vývoje první řady. Byla jim nabídnuta možnost představit postavu v komiksech nebo knihách, ale odmítli, protože potřebovali čas, aby postavu vyvinuli a zjistili, jakou roli v seriálu bude hrát. Pro vytvoření postavy se Dufferovi inspirovali ikonickými padouchy z hororových filmů jako Pinhead, Pennywise a Freddy Krueger. Jejich záměrem bylo vytvořit pro seriál horšího, temnějšího a hrozivějšího padoucha, který má schopnost traumatizovat své oběti před tím, než je děsivým způsobem zabije tak, že jim zlomí kosti a vypíchne oči.

### Design kostýmu
Vizážista Barrie Gower navrhl vzhled Vecny a dalších tvorů z obráceného světa. Bower musel nosit protetický kostým po dobu než 7–10 hodin při každém natáčení. Oblek byl navržen s „chudokrevným“ spojením kožních hadic s toxickým prostředím obráceného světa, což bylo zřejmé díky zahrnutí „spousta kořenů a lián a velmi organických tvarů a vláknité svalové tkáně.“ K dosažení tohoto vzhledu pomocí převážně praktických efektů Gower prozradil, že on a jeho tým udělali odlitek celého těla Bowera a později jej vyřezali, aby vyhovoval jejich potřebám k designování.

## Biografie

### Raný život

#### Život v Nevadě
Henry Creel se narodil v roce 1947 v Nevadě rodičům Victoru, veteránovi z druhé světové války, a Virginii Creelovým a měl starší sestru Alice. Jednoho dne Henry na 12 hodin zmizel do alternativní dimenze, kde získal síly a přinesl  také s sebou Mozkožrouta.

#### Život v Hawkinsu
Rodina se přestěhovala do Hawkinsu v Indianě v roce 1959 poté, co zemřel prastrýc Virginie, a zdědili jmění, které jim stačilo na přestěhování do nového domu, navzdory Henryho pesimismu. Během svého dětství byl Henry považován za vyvržence a většina jeho vrstevníků ho považovala za „rozbitého“ a nenapravitelného, s výjimkou Patty Newbyové.
Patty projevila o Henryho zájem a povzbudila ho, aby své síly využil k dobru. Jednoho dne, když Henry hledal biologickou matku Patty, převzal Mozkožrout kontrolu nad jeho tělem a zaútočil na otce Patty, čímž ho téměř zabije, ale nakonec znovu získal kontrolu nad svým tělem a zachránil ho. Po tomto incidentu Virginia předá svého syna Dr. Brennerovi, který Henryho odveze do Hawkinské národní laboratoře. V laboratoři se Henry dozvídá o svých schopnostech více a Brenner ho posouvá na hranici jeho možností. Po rozhovoru s Patty a odmítnutí zabít muže na Brennerův rozkaz laboratoř opouští.
Po návratu domů cítil nepochopení od své rodiny. Henry předtím objevil černé vdovy a kvůli chladu trávil spoustu času na půdě. Stále více testoval své schopnosti a své rodině ukazoval strašidelné vize. Jednoho dne četl myšlenky příslušníkům své rodiny a uvědomil si, že nejsou spokojeni s jeho návratem. Dovolí tak Mozkožroutovi zabít Virginii a Alice, z jejichž vraždy je následně obviněn Victor. Poté Henry zamířil do školy hledat Patty a během boje s doktorem Brennerem ztratí kontrolu a Mozkožrout zřejmě zabije Patty.
Henry se poté v laboratoři stal prvním Brennerovým testovacím subjektem a dostal jméno Jednička. Po mnohých selháních udržet Henryho pod kontrolou ho Brenner odebral ze skupiny, umístil mu na krk čip, který potlačoval jeho schopnosti a replikoval jeho schopnosti, které předal dalším dětem. 

### Subjekt 001 a Vecna
Postupem času se Henry stal zřízencem v laboratoři a dohlížel na pokrok sedmnácti dětí, které sdílely jeho schopnosti. Spřátelil se s Jedenáctkou. Poté, co byl Henry svědkem toho, jak El byla šikanovaná ostatními dětmi, myslel si, že jsou si podobní a že jim svět nerozumí. Henry pomohl El s jejími schopnostmi a později jí nabídl šanci utéct z laboratoře. Henry dal El klíčovou kartu a řekl jí, aby se s ním setkala v suterénu laboratoře. Tam pomocí svých schopností vyndala čip z Henryho krku poté, co vysvětlil, že kvůli tomu nemůže odejít, a zjistí, že Henry je subjekt č. 001. Když je Henry chycen strážemi, řekne jí, aby se schovala a počkala na něj. Henry poté zavraždil všechny v zařízení s výjimkou Brennera. Poté, co zděšené El vysvětlil jeho původ a zločiny, odmítla jeho nabídku spojit se s ním, aby vyhladila lidstvo, a díky vzpomínce na svou matku nakonec Jedničku přemohla a vyhnala ho do jiné dimenze, později přezdívané „Vzhůru nohama“. V jiné dimenzi se začal proměňovat v zohavené stvoření, později přezdívané „Vecna“. Za sedm let si Vecna podřídil vše v dimenzi tak, že spojil myšlení všech, částečně díky svému poutu ke stvoření později známému jako Mozkožrout, jehož vzhled zformoval do obřího pavouka, a který se kterého nakonec ovládal na Zemi.

### Invaze do Hawkinsu
V roce 1986, poté, co strávil několik let nečinností a upevňoval si moc v obráceném světě, začal terorizovat samotný Hawkins. Zavraždil několik studentů na místní střední škole, včetně Chrissy Cunninghamové, Freda Bensona a Patricka McKinneyho, kteří sdíleli příznaky PTSD. Dustin Henderson a Eddie Munson, který je obviněn z těchto vražd, mu udělují přezdívku „Vecna“ na základě jeho podobnosti se stejnojmennou postavou ze hry Dungeons & Dragons. Vecna málem zabije Max Mayfieldovou, dokud její přátelé nenajdou způsob, jak jí zachránit pomocí hudby. Později posedne Nancy Wheelerovou, které odhalí svou minulost a ukáže jí vizi budoucnosti, kde je Hawkins zničen, než ji přátelé osvobodí. Nancy a její přátelé zjišťují, že Vecna potřebuje otevřít čtyři brány do obráceného světa, aby mohl uskutečnit svůj plán, přičemž každá se vytvoří na místě vražd jeho obětí. Max se snaží vyprovokovat Vecnu k útoku, zatímco její přátelé se snaží dostat do obráceného světa, aby Vecnu zabili. El, vědoma jeho návratu, vstoupí do mysli Max a konfrontuje Vecnu, přičemž se ukáže, že je odpovědný za nadpřirozené útoky v Hawkinsu, které se datují až do roku 1983, kdy zmizel Will Byers. Vecna posedne a zabije Max předtím, než ho Jedenáctka přemůže, zatímco Steve, Nancy a Robin těžce zraní jeho fyzickou podobu, než se mu podaří uniknout. Ačkoli El svými schopnostmi oživí Max, její krátká smrt otevře čtvrtou bránu do obráceného světa, což způsobí zkázu v Hawkinsu a umožní obrácenému světu začít infiltrovat město.

## Recenze
Výkon Jamieho Campbella Bowera v roli Vecny se sklidil u kritiku chválu. Patrick Caoile z webu Collider řekl: „Poprvé nám Stranger Things poskytuje propracovaného padoucha. Prostřednictvím Vecny prozkoumává působivého a komplikovanějšího padoucha než monstra, která se [v seriálu] objevila předtím. Od jeho traumatického dětství jako Henry Creel přes experimenty, kterými prošel jako Jednička po roli nejvyššího velitele Mozkožrouta, Vecna je perfektní padouch proti Jedenáctce.“ Další autor z Collideru Robert Brian Taylor prohlásil: „Jeho přítomnost je přesvědčivá od chvíle, kdy se poprvé objevil. [...] Odtud se jeho výkon stále mění – od fascinujícího přes impozantní až po hrozivý,“ a nazval jeho scénu v sedmé epizodě jako „hypnotizující“ a dále ji popsal jako „Stranger Things v celé své kráse.“ Devon Ivie z webu Vulture napsal: „[Bower] se vyznačuje tím, že ztělesňuje tři postavy, z nichž všechny jsou každou epizodu znepokojivější,: přátelský zřízenec Hawkinské laboratoře; Henry Creel, známý jako „Jednička“; a dosud nejvýznamnější padouch seriálu, Vecna." Movie Web jmenoval Vecnu jako nejlepšího padoucha ve Stranger Things a také zdůraznil způsob, jakým postava zacházela se svými oběťmi.